# Nagroda imienia Profesora Zbigniewa Engela
Nagroda imienia Profesora Zbigniewa Engela – polska coroczna nagroda ustanowiona przez Fundację Rodziny Engelów i przyznawana pracownikom naukowo-dydaktycznym Akademii Górniczo-Hutniczej, Politechniki Krakowskiej oraz Politechniki Świętokrzyskiej, którzy nie ukończyli 35 roku życia, za najlepszą pracę naukową wydaną w ostatnich 3 latach poprzedzających daną edycję nagród. Nagroda składa się z nagrody pieniężnej, dyplomu oraz pamiątkowej statuetki.
Stopnie nagrody:
- Nagroda I stopnia (3000 €)
- Nagroda II stopnia (2500 €)
- Nagroda III stopnia (2000 €)